# 川普大厦
特朗普大厦（英語：Trump Tower）位于美國纽约曼哈顿市区第五大道721-725号，介于东56街和57街之间，是一座58层、高663英尺（202）的多用途摩天大樓。该大厦内设有特朗普集团总部，以及其开发者唐纳德·特朗普的顶层公寓。特朗普家族的多位成员也曾或现居住在该大厦内。大厦所在地块曾是百货连锁店邦威特·特勒的旗舰店所在地。
该大厦由斯旺克·海登·康奈尔建筑事务所的德·斯库特设计，特朗普与公平人寿保险公司（现为公平控股）共同开发。尽管该大厦位于曼哈顿中城的一个特殊分区，但由于其将作为混合用途开发项目而建而获得政府批准。特朗普也因此被允许在大厦上加盖更多楼层，并提供额外的零售空间，并在底层、下层和两个室外露台提供私有公共空间。在施工期间，该项目曾引发争议，包括摧毁邦威特·特勒商店具有历史意义的雕塑、特朗普涉嫌少付承包商工资，以及特朗普因该大厦不免税而提起的诉讼。
该大厦于1979年始建，1983年2月至11月分阶段开放中庭、公寓、办公室和商店。大厦开幕初期，较少有租户愿意迁入商业和零售空间，住宅单元在开放数个月内即售罄。在特朗普2016年总统竞选和随后的选举之后，该大厦的访客量大幅增加。尽管出于安全考虑，大厦周围区域仍需要进行数年的巡逻。

## 地块
特朗普大厦位于曼哈顿中城北段第五大道721-725号，地处第五大道东侧，介于东56街和东57街之间。大厦北邻蒂芙尼公司旗舰店，东邻麦迪逊大道590号。附近的其他建筑包括：东北方向的路威酩轩大厦和富勒大厦；北面的东57街3号；西北方向的波道夫·古德曼大厦和索罗大厦；西面的皇冠大厦；西南方向的第五大道712号和西56街10号和西56街12号的联排别墅；以及东南方向的麦迪逊大道550号。
大厦主入口位于第五大道，侧门位于56街，仅供住户使用。主入口对面的人行道上装有一座棕米色相间的四面钟，由电气时间公司制造，高近16英尺（4.9）。2023年8月，《纽约时报》撰文称该钟为非法安装，因为该建筑的所有者特朗普集团既未申请也未获得许可证。特朗普集团最终于2015年申请了许可证，但纽约市交通局于2023年7月提醒特朗普集团注意其“2015年关于未经授权建筑的通知”。

## 建筑结构
特朗普大厦共有58层，由斯旺克·海登·康奈尔建筑事务所的德·斯库特设计。该大厦由房地产开发商、后来成为美国总统的唐纳德·特朗普开发，高664英尺（202）。据特朗普称，该大楼顶层标记为“68”，原因是五层楼高的公共中庭占据了十层普通楼层的高度。然而彭博新闻社的几位作者后来认定，特朗普的计算没有考虑到特朗普大厦的天花板高度比同类建筑高得多的事实，且该大厦没有标注为6至13层的楼层。据一位作者称，该建筑可能只有48层可用楼层。根据纽约市城市规划局的数据，截至2021年，该建筑的正式所有者是通用汽车商业抵押贷款公司（GMAC Commercial Mortgage）。

### 建筑形式与外观
特朗普大厦呈28边形的体量设计，旨在让塔楼拥有更多的窗户视野。大量的边数源于特朗普大厦的水平退台，与其他通常具有垂直退台的建筑形成对比。唯一的例外是底部，其西南角有几个阶梯式退台。特朗普集团在大厦的退台上建造露台，以换取额外的建筑面积，也是特朗普在施工期间与市政府达成的协议的一部分。大厦北侧（57街）五楼建有一个露台，南侧（56街）四楼也建有一个较小的露台。五楼北侧露台建有几棵树和一个喷泉，而四楼南侧露台仅有几张花岗岩长椅。
大厦正门上方贴有34英寸（86）高，使用大写字母且以Stymie Extra Bold字体书写的“TRUMP TOWER”的标志。大楼顶部装有混凝土帽桁架，类似于特朗普世界大厦使用的桁架，将外柱与混凝土核心筒连接起来。该帽桁架将核心筒的有效尺寸增大到与建筑物尺寸相当的水平，使建筑物能够抵抗由风、轻微地震和其他垂直于建筑物高度的冲击引起的横向力的倾覆。

### 结构特征
特朗普大厦采用钢筋混凝土剪力墙核心筒结构。在竣工时曾创下世界上同类建筑中最高纪录。该大厦使用了45,000立方碼（34,000立方）混凝土和3,800吨钢结构。与其他许多采用钢框架结构的摩天大楼相比，大厦采用混凝土上部结构。斯卡特表示，混凝土框架比钢框架更容易建造，也更坚固。更具体地说，该大厦采用混凝土管结构，该结构由孟加拉裔美国籍结构工程师法兹勒·拉赫曼·汗在1960年代率先采用。
特朗普大厦被形容为纽约市每平方英尺能源效率最低的建筑之一。2017年，特朗普大厦的能源之星评分为44分（满分100分），低于纽约市整体能源之星评分中位数，也低于2015年的48分（满分100分）。2019年5月，有报道称，包括特朗普大厦在内的特朗普在纽约市的八座建筑未能达到纽约市2030年碳排放标准，该标准是纽约市“绿色新政”的一部分。纽约市政府威胁，如果违规行为未得到解决，将对特朗普集团处以罚款。

### 内部

#### 下层

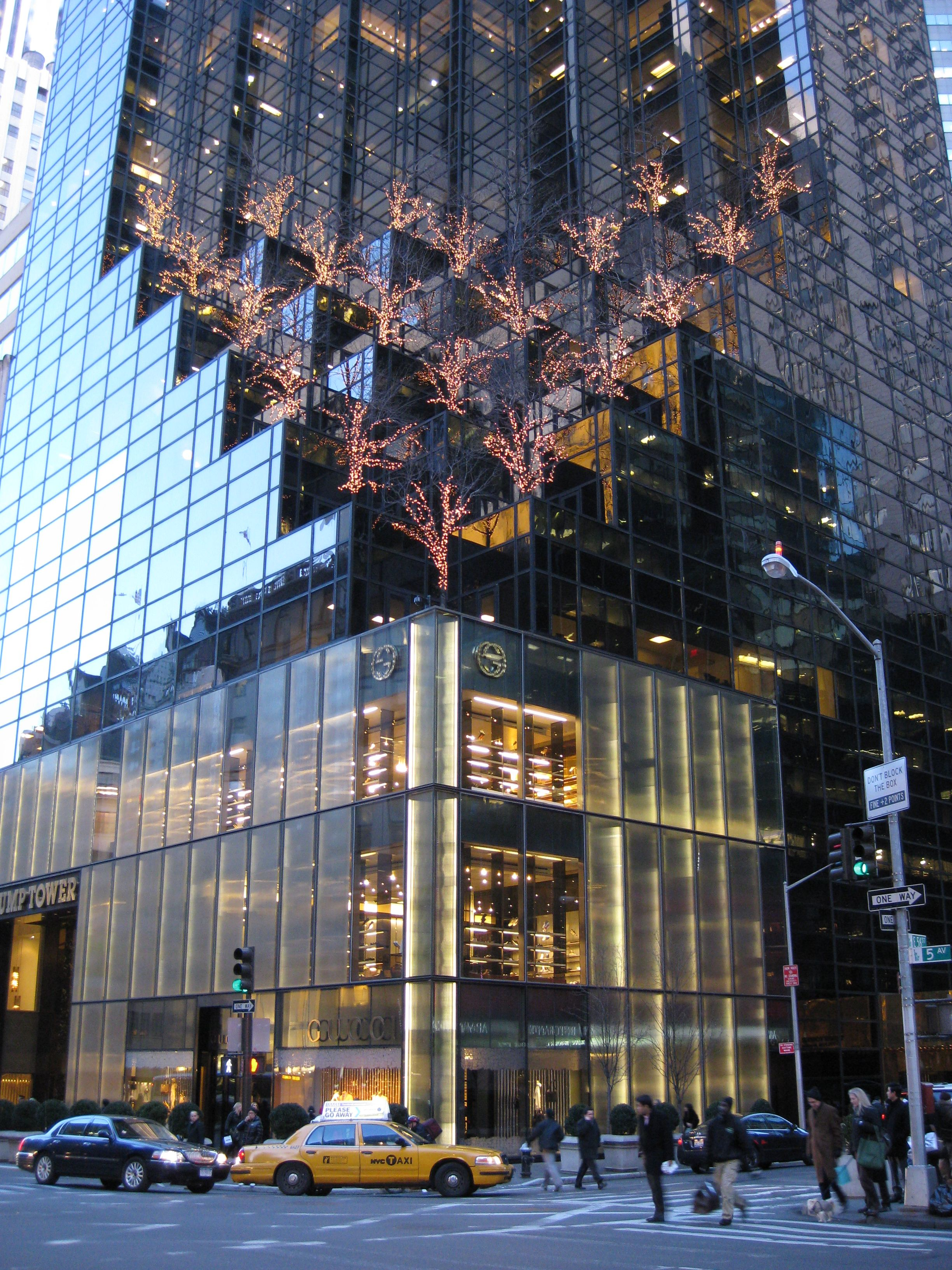
建筑底部的阶梯状体量支撑着发光的树枝装饰品

特朗普最初计划在该地块上建造一座办公楼，但该地块位于第五大道特殊分区，可以为带有公共空间的混合用途塔楼提供更多建筑面积。作为提供私有公共空间的回报，特朗普获得了总计105,436平方英尺（9,795.3平方）的容积率分区奖励，使得他能够在大厦上加盖几层楼。特朗普大厦的公共空间包括主大堂、下层大堂和卫生间，以及位于四楼和五楼的两个室外露台。根据纽约市法律，私有公共空间必须可从街道进入，提供休憩座椅，且不得要求公众购买任何物品。
特朗普集团建造了一个五层高、占地15,000平方英尺（1,400平方）的中庭作为大厦的主大堂。该中庭西侧与第五大道大堂相连，东侧与麦迪逊大道590号的中庭相连。根据私人公共空间协议，中庭每天从上午8时到晚上10时向公众开放。大厦开业时，第五大道协会将“混合用途建筑”一等奖授予该中庭，是该协会五年来首次获得此类奖项。2008年之前的某日，特朗普集团拆除大厦内的公共长椅，并在第五大道入口内的公共空间通道内安装了一个销售特朗普品牌商品的柜台。特朗普集团在2008年被罚款2,500美元，但柜台仍然保留。到2015年，又增加了第二个柜台。2016年，特朗普集团被罚款14,000美元，并被勒令拆除销售柜台及重新安装长椅。
大厦的公共空间覆盖有240吨角砾岩，由带有粉红色和白色纹理的大理石组合而成。中庭东墙有一座60英尺（18）的室内瀑布，由一条悬空走道横跨，另设有商店和咖啡馆。中庭的自动扶梯和结构柱上覆盖有镜面面板。大厦的六层阳台俯瞰中庭，四部金色电梯将访客从大堂送到更高的楼层；其中一部专用电梯直接通往特朗普家族居住的顶层公寓。中庭原本计划摆放多棵高40英尺（12）、重3,000磅（1,400）的圣诞树，运输成本为75,000美元，但据称特朗普不喜欢这些树的外观，在不耐烦地等待承包商通过隧道将圣诞树移走后，他亲自将圣诞树砍倒。零售店包括位于一楼的古驰旗舰店。
可从特朗普大厦五楼进入的露台位于东57街6号的屋顶（六楼），入口分别位于该楼和特朗普大厦。上层的露台在零售商店营业时间内开放。由于大堂指示牌不清晰，上层的公共开放点难以找到。

#### 餐厅
大厦内设有几家餐饮场所，包括位于大堂的45 Wine and Whiskey（原特朗普酒吧），以及位于地下室的特朗普冰淇淋店、特朗普咖啡馆和特朗普烧烤餐厅。
特朗普烧烤餐厅普遍被批评外观俗艳，食物味道寡淡。《名利场》杂志称其堪称“美国最差餐厅”的有力竞争者，菜单针对不同顾客，而且“经典牛排馆菜肴中充斥着不必要的高端食材”。“食客”网站评价其食物“毫无新意，千篇一律，但烹制得相当精良，就像你在乡村俱乐部里吃到的食物一样”。《纽约》杂志写道：“尽管招牌上写着‘特朗普烧烤餐厅’，但无数餐厅的评分都超过它。”2016年12月，特朗普烧烤餐厅在Yelp上的平均评分为两星半（满分五星），而Google上的平均评分为三星（满分五星）。根据《纽约每日新闻》获得的记录，2018年的卫生检查报告称，厨房内外“有老鼠或活老鼠的迹象”，检查员称其违规行为“严重”。
大厦大堂内的特朗普酒吧于2021年重新装修，更名为“45 Wine and Whiskey”，并于11月开业。酒吧内挂有39张特朗普的照片，惟媒体报道称酒水价格过高。
“食客”也对另外三家餐厅进行点评，认为与特朗普大厦的气势相比，该大厦的三家餐厅显得平庸。冰淇淋被形容为“软得几乎挖不出来”，咖啡馆里的食物包括“口感粗糙、煮过头”的汉堡肉饼和一些“难以下咽”的牛排薯条。《食客》的评论员还写道，酒吧提供的酒水单和小吃种类少且价格过高，“与这家酒吧所追求的奢华格格不入”。《Vice》杂志也对该酒吧进行了点评，认为其价格过高，指出“一杯浓烈的兑水伏特加和几颗曼萨尼亚橄榄”就要20美元。《纽约》杂志在点评该咖啡馆时，认为咖啡馆的食物只是“勉强算得上经典”，与咖啡馆的宏伟气势形成鲜明对比。

#### 上层
大厦共有13层办公楼，分布在14至26层，另外39层包含263套住宅公寓，分布在30至68层。特朗普表示，他将最低的住宅楼层设在30层，认为这是他所有楼宇营销策略的一部分。他还表示“不明白为什么他要被迫将第一层住宅楼层称为二楼，甚至20层这样平凡的名字”。有报道称特朗普给住宅楼层编号也可能是因为他不喜欢附近比该楼高出41英尺（12）的通用汽车大厦。大厦内的大部分公寓单位均配有家具，但部分上层商业空间未有家具配套。公寓内皆采用镜子和黄铜，厨房配备有“标准郊区”橱柜。
NBC的电视节目《学徒》在特朗普大厦五楼设立的一个功能齐全的电视演播室拍摄，包括在节目中占据显著位置的董事会会议室，每集结尾至少有一名候选人被解雇。成立于2015年的唐纳德·J·特朗普总统竞选公司（Donald J. Trump for President, Inc.）旨在管理特朗普2016年美国总统竞选活动，其总部位于《学徒》拍摄场地的一部分。与之前的董事会会议室不同，该总部未配备家具，一些办公室“只有石膏板，没有门”。特朗普成功当选总统后，竞选团队迁出大厦，迁至弗吉尼亚州阿灵顿的办公空间。在特朗普2020年竞选连任失败后，竞选总部便设立于此。

## 历史

### 规划

#### 征用土地与重新分区

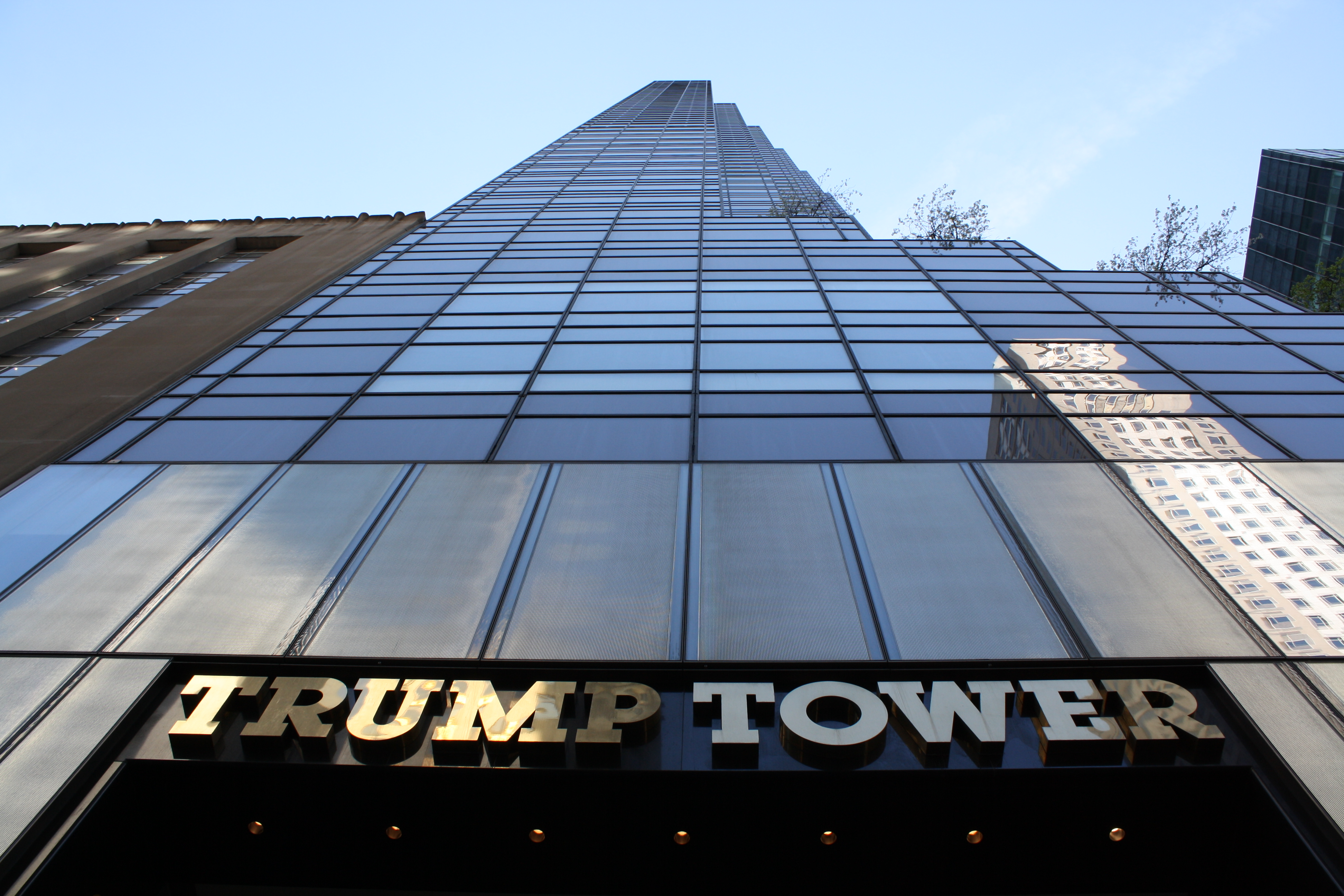
从第五大道入口向上看特朗普大厦

唐纳德·特朗普自小就梦想在曼哈顿第56街和第五大道交汇处建造一座大厦，但直到1970年代中期，也就是他三十多岁时，才制定了开发该地块的计划。当时，建于1929年的旗舰店占据于此。该地块毗邻蒂芙尼公司的旗舰店大楼，特朗普认为蒂芙尼是纽约市“最好的房地产”。特朗普大约每年两次联系邦威特·特勒的母公司Genesco，询问他们是否愿意出售邦威特·特勒的旗舰店。特朗普表示，当他第一次联系Genesco时“他们简直在嘲笑我”。但Genesco不断拒绝他的报价。据特朗普所述，“他们以为我在开玩笑”。
1977年，约翰·哈尼根成为Genesco的新任董事长。他希望出售一些资产来偿还债务，特朗普向他提出购买邦威特·特勒大楼的提议。1979年初，Genesco将邦威特·特勒的大部分门店出售给联合商店，该品牌的旗舰店大楼则以约1000万美元的价格出售给特朗普集团。当时，该大楼所在土地归公平人寿保险公司所有，而Genesco拥有该土地的长期租约，剩余租期为29年。如果特朗普购买该大楼，那么租约到期后，其大楼所有权将在2008年转移给公平人寿保险公司。公平人寿最初拒绝将土地出售给特朗普，但特朗普集团已购得租约，公平人寿用该土地换取了该建筑项目50%的所有权。此举对公平人寿来说利润更高，因为他们每年只能从Genesco获得10万美元的土地使用费，而大楼内的一栋住宅公寓就能卖到数百万美元。特朗普还购买了蒂芙尼旗舰店的上空权，以防止其他开发商拆除商店并建造更高的建筑。
特朗普随后需要说服纽约市城市规划局、曼哈顿第五社区委员会和纽约市估算委员会重新规划该区域，以便建造计划中的大厦。1979年，纽约平衡建筑热潮委员会曾反对这项重新规划，因为他们担心摩天大楼的建设会改变第五大道的面貌。特朗普后来表示，《纽约时报》建筑评论家艾达·路易丝·赫克斯特布尔对该建筑的正面评价帮助他获得了各委员会中一些较为持怀疑态度的成员的支持。该笔交易招致了媒体的一些批评。《纽约》杂志的一位撰稿人表示，特朗普大厦的批准建造“让一个没人当回事的咄咄逼人的孩子合法化了”。而《华尔街日报》则写道，特朗普“将骗子的夸张天赋与精明的商业和政治头脑结合在一起”；《村声》则称特朗普“将政治关系转化为损害公共利益的私人利益”。

#### 设计流程
特朗普集团于1979年5月关闭了邦威特·特勒的旗舰店，该店于次年被拆除。到1979年末，联合公司已在大楼底层租赁一家邦威特·特勒商店。与此同时，特朗普于1978年7月聘请德·斯卡特担任特朗普大厦的建筑师，比邦威特·特勒地块被收购早一年。斯卡特此前曾与特朗普合作开发纽约君悦酒店和其他几个项目。建筑师最初提出的设计方案类似于波士顿的约翰·汉考克大厦，但遭到特朗普强烈反对。他更喜欢一座既昂贵又高大的建筑，其设计方案要让评论家和潜在租户都能接受。特朗普后来表示“特朗普大厦的大理石成本比我在布鲁克林的一栋楼的全部租金还要高。”
特朗普大厦的建设受到两个主要因素的影响：一是决定采用混凝土上部结构，二是决定将其设计为第五大道特殊分区内的混合用途建筑。该大厦最初规划有60层，其中包括13层办公楼、40层住宅楼和两层机械设备用房，但后来进行了修改。基座将由石灰石制成，而大厦的电梯将位于主塔外一个独立的玻璃结构中。最终的规划要求该大厦有58层。最低的六层为中庭，其上方为13层办公楼，办公楼上方为39层住宅楼。
在最终设计特朗普大厦时，斯卡特研究了其他摩天大楼的设计，他发现几乎所有摩天大楼的建筑形式皆为相似。为了让特朗普大厦在当时拔地而起的“四四方方”的国际风格建筑中脱颖而出，斯卡特将大厦设计成一座28面体建筑，底部是一个“倒置的立方体金字塔”。评论家对这一设计褒贬不一。虽然它被广泛称赞为富有创意，但许多评论家也认为，大厦可以用砖石覆盖，以便与邻近的建筑融为一体，或者出于同样的原因，其高度应该降低。这一设计方案最终被纽约市政府接受。

### 建设
HRH建筑公司被聘为特朗普大厦的承包商。该公司后来还承建了特朗普的众多其他房地产开发项目。HRH雇佣了几十个分包商来负责大厦的不同区域建造。曾参与特朗普其他一些项目的芭芭拉·雷斯于1980年10月被聘为建筑主管。雷斯曾在HRH建筑公司工作，参与了花旗集团中心和君悦酒店的建设，是第一位被指派负责纽约市大型建筑工地的女性。由于分包商和供应商以为建筑负责人是男性，因此雷斯经常被新加入项目的分包商和供应商忽视。
项目的总主管是就职于HRH建筑公司的安东尼·“托尼·拉夫”·拉法涅洛，负责根据现场蓝图协调施工。拉法涅洛由五名助理主管协助，其中包括杰夫·多伊诺，是第一批被聘用建造摩天大楼的“混凝土监理”之一。1980年9月，拉法涅洛受聘负责特朗普大厦项目后，他花了一周时间规划一个分为三个阶段的施工进度表。在分包商聘用后，拉法涅洛确保他们每周开一次会，以确保能在同一阶段工作。
由于住宅、商业和零售空间适用法规不同，特朗普大厦拟定的混合用途地位在施工期间带来了障碍。一些潜在的商业和住宅租户要求定制一些功能，包括为一个单元安装游泳池，以及为另一个单元拆除一面装有公用设施的墙壁。特朗普当时的妻子伊万娜·特朗普参与了大厦一些细节的选择。唐纳德·特朗普和雷斯同意满足其中许多要求，但他们在设计问题上并非总是意见一致。特朗普曾表示，他非常讨厌大厦某些角落的大理石板，即使代价高昂他也要求将其完全拆除。最终，特朗普决定应在大理石上铺设青铜板，但雷斯后来表示拒绝采购。
特朗普大厦是首批采用混凝土框架的摩天大楼之一，与法兹勒·拉赫曼·汗于1983年设计的芝加哥华丽一英里1号齐名。承包商必须先完成一层楼的施工，然后才能开始建造其上的楼层。纽约市的混凝土价格比美国其他任何地方都高，因此推高了建筑成本。20层以上的所有楼层都采用大致类似的设计，每层楼都可以在两天内完工。然而，20层以下的楼层各不相同，因此每层楼的建造都需要数周时间。特朗普大厦在施工期间的工人死亡人数较少，曾有一名工人在挖掘大楼的过程中因邻近人行道坍塌而死亡。另一起事故则是大厦25至27层因意外起火，轻微损坏了一台建筑起重机，并导致施工延误两个月。1983年5月，一块玻璃窗从一台为大厦安装窗户的起重机上掉落，砸中两名行人，其中一人后来因颅骨骨折死亡。
经历两年半的建设，特朗普大厦于1982年7月封顶。大厦最初预计建造成本为1亿美元，最终总成本约为这一数字的两倍。其中包括1.25亿美元的实际建筑成本和7500万美元的保险等其他支出。

### 运营

#### 1980年代

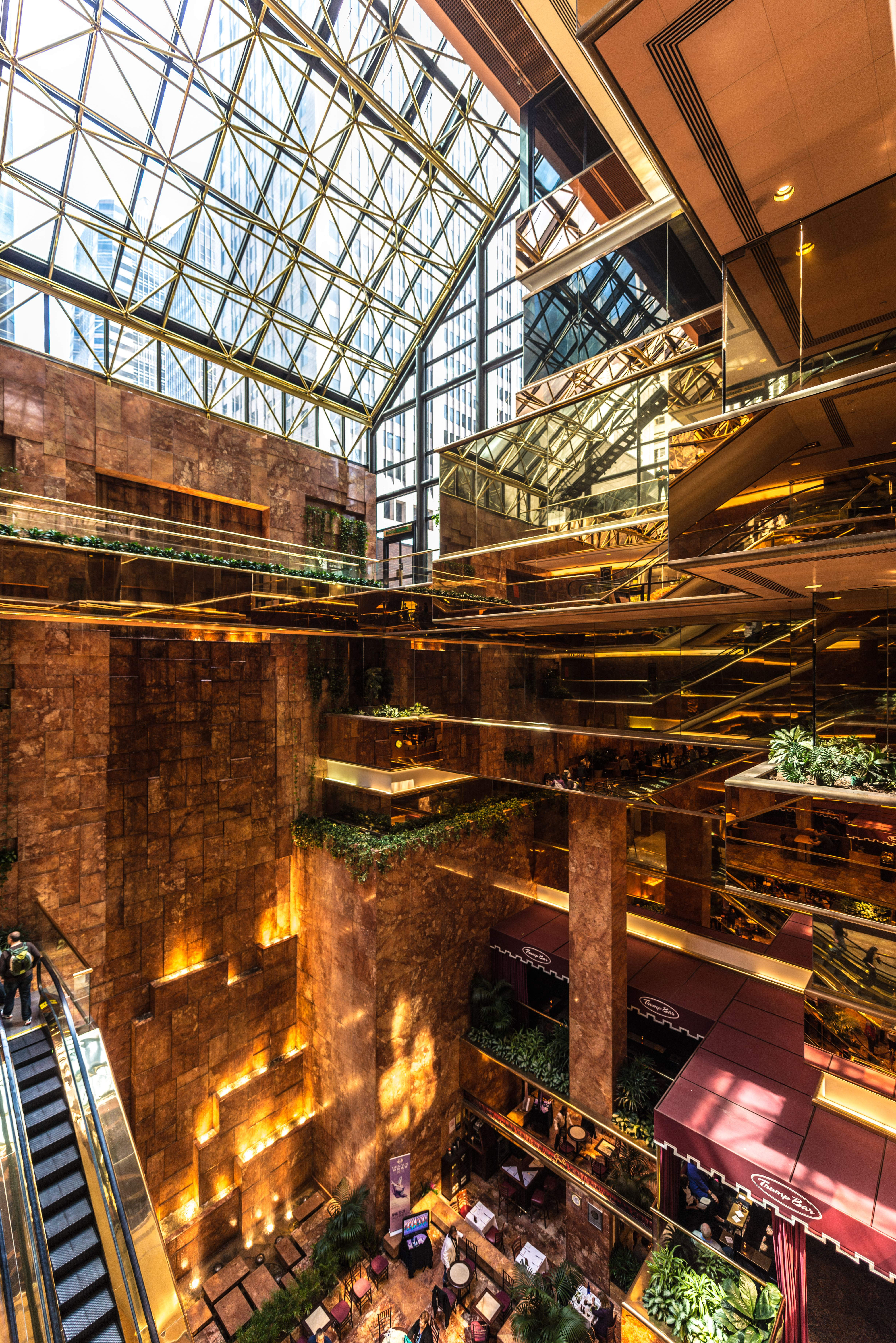
2013年的特朗普大厦中庭

特朗普在多家报刊杂志上刊登整版广告为他的新大厦宣传。首批租户包括愛絲普蕾和路德维希·贝克，均在大厦计划于1983年初开业之前搬入。中庭和商店于1983年2月14日开幕，公寓和办公室也紧随其后。大厦的40家底层商店于1983年11月30日开业。在大厦落成典礼上，纽约市市长郭德華表示：“这不是你们那种低收入住房项目……我们需要很多低收入住房。但我们也需要为那些有能力支付高额费用并为城市带来大量税收的人提供住所。”至1983年8月，特朗普大厦的建设贷款已由263套公寓单元中85%的销售收入2.6亿美元偿还。其中91套单元（占大厦总住房存量的三分之一以上）的售价超过100万美元。首批居民于当月入住。
尽管邦威特·特勒商店的建筑物被毁，但旗舰店本身仍能继续在原址营业，并签订了在低层购物区80,000平方英尺（7,400平方）的租约。而关于邦威特·特勒装饰被毁的争议已基本过去。1983年8月，一位《纽约时报》记者写道“如今对唐纳德·特朗普的唯一负面评论都是私下发表的。”当时，已有40家高端服装店在大厦内开设了门店，其中包括布契拉蒂、查尔斯·乔丹品牌、Mondi和斐乐。特朗普在1985年表示，有超过一百家商店希望入驻该大厦。特朗普大约在此时开始将该大厦描述为“某种程度上的纽约地标”。到1986年，大厦原有商店中约有15%至20%关闭或搬迁至其他地点。当时该大厦的商业租金为第五大道沿线所有建筑中最高，中庭的零售空间每年租金高达每平方英尺450美元（相当于每平方米4800美元）。《名利场》杂志的一位撰稿人指出，由于租金高昂，租户被赶出大厦中庭，其中几位租户以超额收费和非法终止租约等问题起诉特朗普集团。

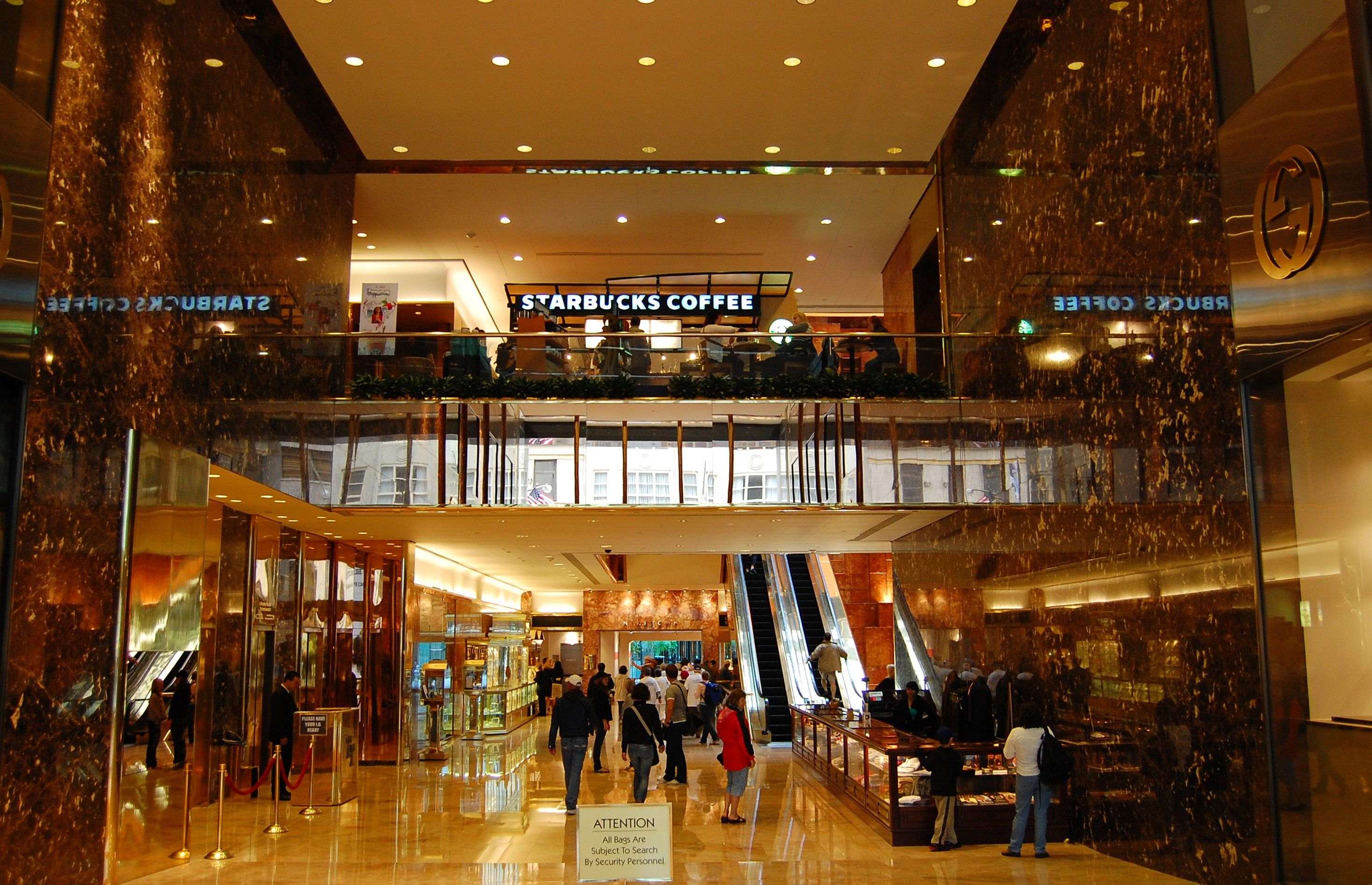
2010年从基座望去的中庭景观

大厦的住宅单元较商户部分更为成功。尽管价格高昂，95%的住宅公寓在开幕后的前四个月即以售出。大厦内公寓的价格起价为60万美元，最高可达1200万美元，顶层公寓于1985年以1500万美元的价格售出。该大厦吸引众多富人和名人居住，包括约翰尼·卡森、大卫·梅里克、索菲娅·罗兰和史蒂文·斯皮尔伯格。特朗普总共从公寓出售中获得3亿美元，远远抵消了2亿美元的建设成本。到1991年，特朗普卷入了针对居民的诉讼。同年10月，特朗普成功起诉女演员皮娅·扎多拉及其丈夫、商人梅舒拉姆·里克利斯，追回了100万美元的未付租金。
在市长郭德華的领导下，市政府对给予特朗普大厦的税收减免的有效性提出质疑。政府最初试图以特朗普大厦未能取代“未充分利用”的地块为由拒绝减税，而这恰恰是421-a免税计划的要求。纽约上诉法院于1984年驳回市政府的辩解。此后，市政府声称特朗普大厦的商业空间不符合免税条件，但上诉法院在1988年也驳回了这一辩解。随后，市政府试图根据更严格的计算方法减少免税额。1990年，纽约上诉法院裁定纽约市政府必须向特朗普给予620万美元的退税。

#### 1990年代
邦威特·特勒旗舰店一直是特朗普大厦的零售场所之一，直至1990年3月其母公司宣布破产并关闭了特朗普大厦分店。同年7月，老佛爷百货宣布将签署一份为期25年的租约，迁入之前由邦威特·特勒占据的空间，此举将其业务扩展到美国，同时帮助特朗普偿还大厦建设和运营所产生的债务。新店在斥资1,370万美元进行翻新后于1991年9月开业，但并未盈利，第一年销售额仅为840万美元，造成360万美元的净亏损。
老佛爷百货宣布，由于无力支付每年800万美元的租金和税款，开业不到三年的特朗普大厦门店于1994年8月结业。批评人士列举其他原因，包括决定不像该公司在法国的门店那样销售法国顶级设计师的商品。老佛爷百货公司被耐克城门店取代。此时，大多数高端零售商已迁出特朗普大厦，取而代之的是蔻驰和杜尼与伯克等更面向中上阶层的商店。

#### 2000年代至今

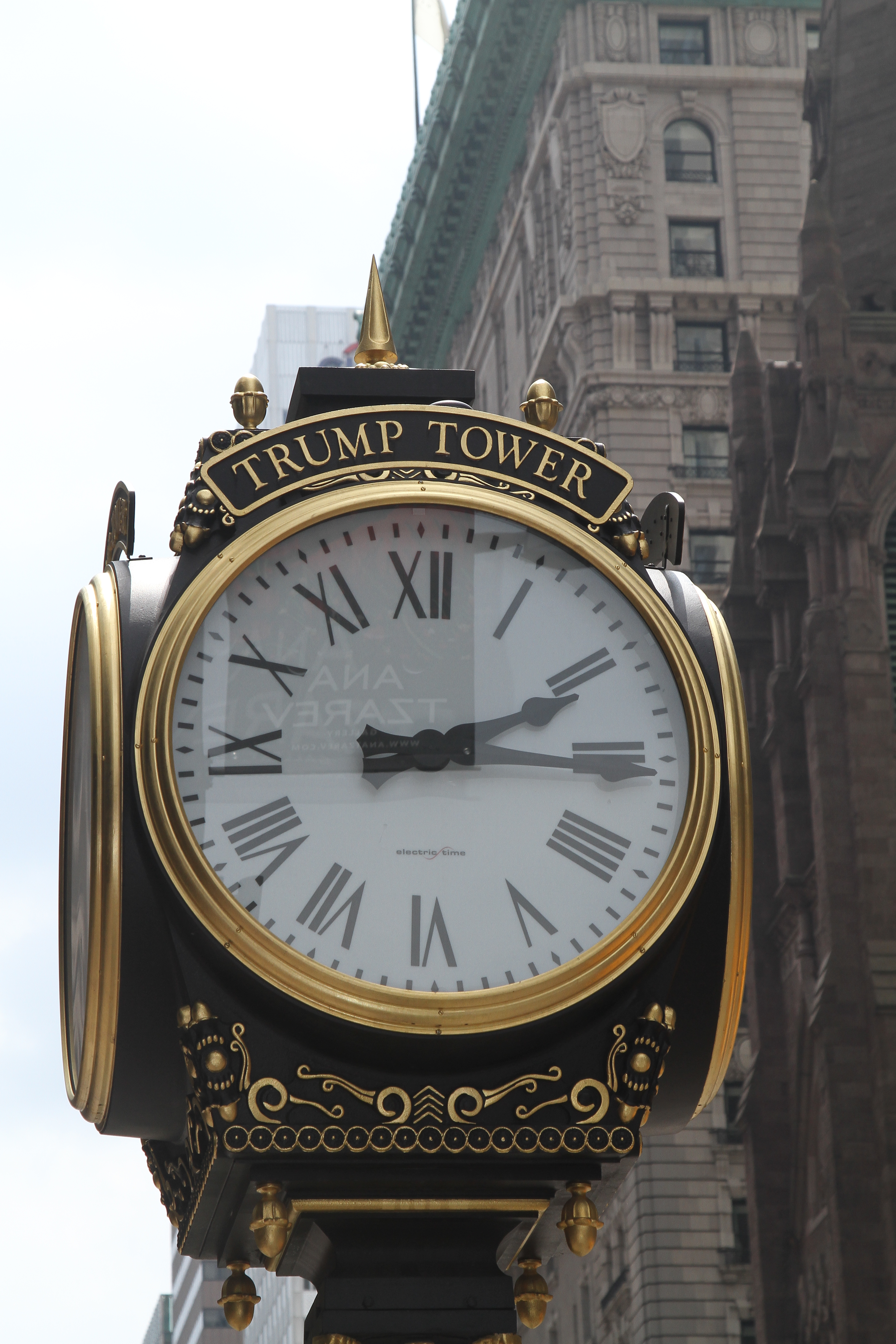
2012年特朗普大厦门前的时钟

2006年，《福布斯》杂志对该大厦300,000平方英尺（28,000平方）的办公空间的估价高达3.18亿美元；而大厦本身的估价为2.88亿美元。2012年，特朗普为该大厦办理了一笔10年期、个人担保的1亿美元抵押贷款。2014年至2015年间，该大厦的估值从4.9亿美元升至6亿美元，使该大厦成为特朗普拥有期间估值最高的单笔房产。2016年，由于大厦营业收入减少20%，以及曼哈顿房地产整体价值进一步下降8%，该大厦的价值从6.3亿美元降至4.71亿美元。由于1亿美元的债务，《福布斯》杂志计算出特朗普在该大厦的股权价值为3.71亿美元，但不包括净建筑面积为10,996平方英尺（1,021.6平方）的特朗普三层顶层公寓。
2015年，特朗普在特朗普大厦启动2016年总统竞选活动后，进入该大厦参观的人数急剧上升，其中许多游客是特朗普的支持者。中庭的商店出售帽子等竞选纪念品，所得款项用于资助他的竞选活动。2016年，尤其是在特朗普当选总统之后，该大厦逐渐成为纽约市热门旅游景点。2017年，市政府下令拆除特朗普大厦内两个未经授权出售特朗普商品的售货亭。据《纽约时报》2020年的报道，从2000年到2018年底，该建筑商业空间的租金为特朗普带来了3.36亿美元的收入，每年超过2000万美元。
富国银行是特朗普2012年获得的1亿美元抵押贷款的主服务机构。因其平均入住率已从2020年底的85.9%下降到78.9%，该银行于2021年9月将该大厦列入债务观察名单。2020年营收为3370万美元，2021年第一季度为750万美元。到2024年初，古驰是该大厦零售中庭唯一的大型零售商，该中庭曾开设60多家商店。同年2月公布的另一项分析发现，从2013年到2024年初，特朗普大厦公寓每平方英尺的平均成本几乎下降了一半。公寓价格下跌的原因是附近较新塔楼的竞争、大厦投用时间较长以及楼外频繁发生的抗议活动。2022年，特朗普从Axos银行获得1亿美元为该大厦进行再融资。

## 租户

### 商业租户
意大利时装零售商古驰是最大的商业租户，自2007年以来在第五大道租用48,667平方英尺（4,521.3平方）的空间。该商铺2019年的租金为每平方英尺440美元。古驰在2020年重新协商租约，并同意将租约延长至2026年以后，从而获得了租金减免。中北美洲及加勒比海足球協會曾经占据该大厦17层的全部空间。卡塔尔政府所有的卡塔尔航空自2008年以来租用大厦的商业空间，新闻媒体在第13769号行政命令暂停七个穆斯林占多数国家的移民时注意到了这一事实，但不包括卡塔尔。2025年7月，国际足联在特朗普大厦租用办公室，用于举办国际足联俱乐部世界杯。
2008年至2019年10月，中国工商银行在特朗普大厦租用的三层楼经营一家分行，拥有100名员工，年租金约为200万美元。该银行租用了25,356平方英尺（2,355.6平方），成为继古驰和特朗普集团之后的第三大租户。2012年，其租金为每平方英尺95.48美元。《福布斯》估计，该银行在2017年和2018年支付了约390万美元的租金。埃里克·特朗普在2019年10月表示，该银行将继续租用两层楼。据《福布斯》工作人员称，截至2020年10月，特朗普已从中国工商银行通过其在特朗普大厦每年190万美元的租金获得约540万美元。
唐纳德·特朗普2016年总统竞选团队为其特朗普大厦总部支付的月租金从2016年3月的35,458美元增加到8月的169,758美元。而2020年总统竞选团队从2017年1月启动到2018年底支付了超过89万美元的租金。2021年3月，该竞选团队在15楼的空间被特朗普的一个政治行动委员会以每月37,541.67美元的价格接管。特朗普集团的总部位于大厦的25楼和26楼。《纽约时报》2025年7月报道称，除了古驰商店和地下层和地面层的两家销售特朗普品牌商品的商店外，零售空间大部分空置。大厦内的瀑布被关闭，通往零售区上层的自动扶梯也被封锁。

#### 东57街6号
特朗普集团拥有东57街6号（蒂芙尼公司旗舰店）相邻建筑的土地租赁权。特朗普大厦的私人公共空间之一位于该建筑的顶部，1994年其耐克城商店便设立于此。2016年美国总统选举期间和之后，特朗普的反对者发起请愿，要求搬迁租约持续到2022年的耐克城商店。耐克按原计划于2018年初关闭了该店，并于11月迁至第五大道的新旗舰店。2018年，蒂芙尼公司将该空间转租至2022年，因为邻近的蒂芙尼旗舰店正在进行装修。时尚品牌路易威登在2025年附近对其旗舰店进行装修期间转租了该空间。

### 住户

#### 目前住户
唐纳德·特朗普、妻子梅拉尼娅·特朗普与儿子巴伦·特朗普在顶层公寓拥有一栋三层住宅，占地约11,000平方英尺（1,000平方）。该大厦一直是他们的主要住所，直至2019年10月搬离。特朗普集团的办公室位于该大厦的25层和26层，顶层公寓和特朗普的办公室之间有一部私人电梯。特朗普使用该大厦举行会晤，如2024年4月会见了波兰总统安德烈·杜达和日本前首相麻生太郎。
安杰洛·东吉亚为该套顶层公寓提供了最初的黑白相间、黄铜和桃花心木的设计。据报道，在特朗普参观了沙特商人阿德南·卡舒吉更奢华的住宅后，该设计被金色和希腊柱子的设计所取代。特朗普的第一任妻子伊万娜·特朗普在1984年的《GQ》杂志的一篇文章中表示，顶层公寓的一楼设有客厅、餐厅、娱乐室和厨房；二楼设有卧室和浴室，以及客厅上方的阳台；三楼设有儿童、女佣和客人的卧室。
该大厦的其他住户包括电影制片人文森特·加洛、曾于2010年7月在大厦购买了第二套公寓的艺术品经销商希勒尔·“海利”·纳哈迈德、龙舌兰酒品牌Jose Cuervo的老板胡安·贝克曼·维达尔，以及曾于2007年购买了一套价值426万美元的公寓的演员布鲁斯·威利斯。

#### 过往住户
大厦过往住户包括2014年逝世的海地前总统让-克洛德·杜瓦利埃。根据1989年海地公开的记录显示，杜瓦利埃曾忘记支付账单，随后被发现他住在54层的一套价值200万美元的公寓内。歌手迈克尔·杰克逊曾在1990年代租下一套63层的公寓。以《猫》等音乐剧闻名的作曲家安德鲁·劳埃德·韦伯在2010年迁出他位于59层和60层的公寓，此前他曾表示打算搬走17年。墨西哥亿万富翁卡洛斯·佩拉尔塔于2009年以1350万美元的价格出售了该大厦的一套公寓。沙特阿拉伯王子穆泰布·本·阿卜杜勒阿齐兹·阿勒沙特曾住在该大厦的一整层。另外黑帮大佬维亚切斯拉夫·伊万科夫在1990年代曾在特朗普大厦拥有住所，直至他被捕并被驱逐出境。台積電創辦人張忠謀曾居住在该大厦的53樓。
中北美洲及加勒比海足球协会前主席查克·布雷泽在该大厦49层租下两套公寓，其中一套为本人居住，另一套主要用于养猫，每月租金总计2.4万美元。布雷泽的公寓和办公室空间被描述为“奢侈”生活方式的一部分，最终导致布雷泽被捕，并成为联邦调查局针对多家足球组织腐败调查的线人。巴西足球协会前主席何塞·马里亚·马林一直住在一套价值350万美元的公寓内。马林于2018年被判处四年监禁后，他于2020年被软禁在其公寓中。葡萄牙足球运动员克里斯蒂亚诺·罗纳尔多于2015年8月以1850万美元买下一套公寓，并于2019年以900万美元的价格将其投放市场，后于2022年以718万美元的价格售出。
特朗普的父母弗雷德和玛丽在63层有第二套住处，有时在到访曼哈顿时会居住于此。在特朗普担任总统期间，特勤局最初将特朗普三层顶层公寓正下方的公寓用作指挥所，但在2017年7月迁入人行道上的一辆拖车。2017年4月，美国国防部签署了为期18个月的租约，租用特朗普大厦的空间来安置专门用于保护总统的“人员和设备”，每月向特朗普或特朗普集团以外的所有者支付超过13万美元。前特朗普竞选经理保罗·马纳福特在担任特朗普竞选经理期间居住在特朗普大厦内，作为特别顾问调查俄罗斯与2016年大选关系期间达成的认罪协议的一部分，他于2018年9月同意放弃他在特朗普大厦的公寓。

## 事件

### 建设期间

#### 邦威特·特勒大楼的拆除
艺术品经销商罗伯特·米勒在第五大道邦威特·特勒大楼对面拥有一家画廊。当米勒听说大楼即将被拆除时，他与大都会艺术博物馆的策展人佩内洛普·亨特-施蒂贝尔取得联系。1979年12月，施蒂贝尔和特朗普同意将邦威特·特勒大楼正面的装饰艺术风格石灰岩浅浮雕半裸女神像，以及商店入口上方15乘25英尺（4.6乘7.6）的巨大华丽格栅拆除，并捐赠给大都会艺术博物馆。米勒对雕塑的估价在20万至25万美元之间。1980年2月，特朗普给博物馆的一位官员写了一封信，信中写道：“我们的承包商计划在大约三到四周内开始拆除建筑物的外部。他已被指示要保留这些文物，并采取一切必要的保护措施。”特朗普集团和施蒂贝尔每周都会开会讨论雕塑的运输事宜。然而，施蒂贝尔后来表示，特朗普集团似乎从未就具体的运输日期达成一致，而且该集团也一再驳斥她关于未收到信件的担忧。
1980年4月16日，格栅和雕塑从大楼上拆除。据特朗普称，这些格栅和雕塑原计划被运往垃圾场销毁，因为拆除这些雕塑存在普遍的危险隐患、费用高昂，而且由于拆除难度较大，施工可能延误10天。施蒂贝尔乘坐出租车前往建筑工地，试图向工人支付雕塑费用，但遭到拒绝。负责拆除的工人告诉她可以预约参观雕塑，但随后又取消了施蒂贝尔的数次预约。工人们后来告诉施蒂贝尔说，大楼的装饰格栅已被运往新泽西州的一个仓库，但一直没有找到。5月28日，施蒂贝尔被告知格栅已“丢失”，此后的6月5日，雕塑被毁。施蒂贝尔收到了雕塑即将被拆除的通知，但当她到达特朗普大厦工地时，工人们告诉施蒂贝尔说雕塑和格栅将被“全部摧毁”。特朗普后来承认，是他本人亲自下令拆除雕塑和格栅，并表示这些“所谓的装饰艺术雕塑，顺便说一句，就是垃圾”。而雕塑曾被三个不同人士非正式地评估为“无价值”，他们给雕塑所给出的估价在4000到5000美元之间。特朗普还告诉媒体，如果要小心地拆除这些雕塑，他将额外花费50万美元，还会导致他的项目延误。特朗普在1980年11月的《纽约杂志》文章中表示，他下榻的纽约君悦酒店的装饰中包含了“真正的艺术品，而不是像我在邦威特·特勒大楼摧毁的那些垃圾”。
《纽约时报》谴责特朗普的行为是“破坏审美的行为” ，市长郭德华的发言人表示，特朗普未能“履行考虑城市人民利益的道德责任”。斯卡特对这一破坏行为感到愤怒，他最初希望将雕塑融入新大楼的大堂设计中。但特朗普拒绝了该计划，更喜欢“更现代”的设计。米勒哀叹这样的行为“再也不会做了”，在街对面工作的研究员彼得·M·华纳称这次破坏行为“令人遗憾”。特朗普后来表示，他利用这一行为的恶名来宣传在大楼内建造更多的住宅单元。

#### 少付承包商工资

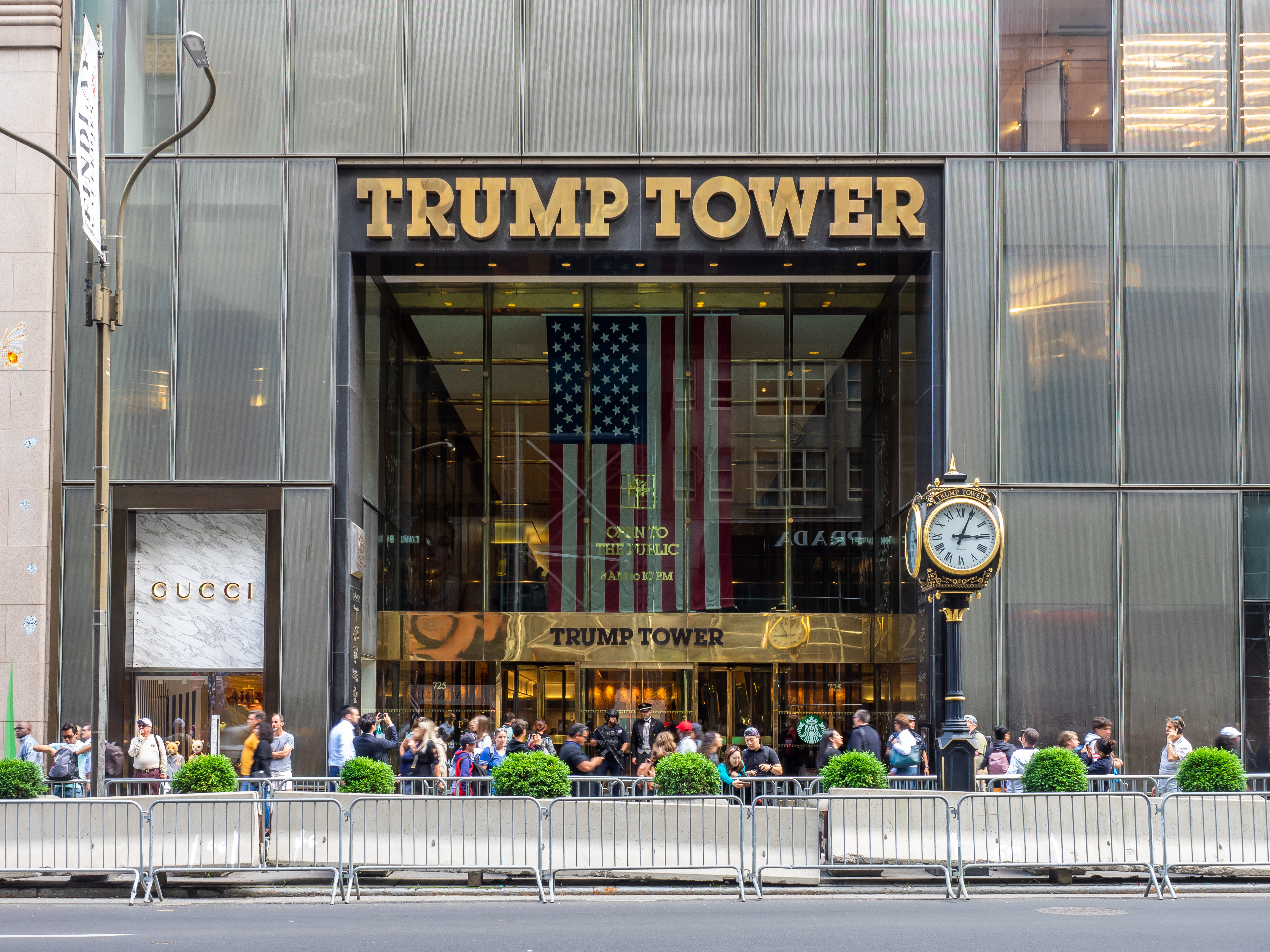
2019年的主入口

1983年，特朗普集团遭到集体诉讼，指控其拖欠参与建造双子塔的工会成员的养老金和医疗费用。特朗普向一家窗户清洁公司支付77.4万美元，该公司在翻修毗邻建筑期间雇佣了无证波兰移民。工人们曾表示其一天轮班12小时，时薪为4美元（相当于2024年的13美元），并且没有被告知在建建筑中含有石棉。
特朗普在1990年作证时表示，他不知道有200名无证波兰移民参与了拆除邦维特·特勒大楼和兴建特朗普大厦项目，其中一些人在1980年纽约市交通罢工期间便在现场居住，并昼夜轮班工作。特朗普表示，他很少去拆迁现场，也从未注意到因没有安全帽而显得格外明显的工人。一名劳工顾问和FBI线人作证称，特朗普知道这些非法工人的身份。特朗普作证说，他和一位高管在一些商业交易中使用了“约翰·巴伦”的假名，尽管特朗普表示他是在特朗普大厦建成多年后才这样做的。一名劳工律师作证说，一个名叫约翰·巴伦的人据称在特朗普集团工作，他曾通过电话威胁要提起1亿美元的诉讼。唐纳德·特朗普后来告诉记者“很多人都用笔名。欧内斯特·海明威就用过一个。”工人们因欠薪申请留置权后，他们表示，特朗普集团的一名律师威胁要让移民及归化局将他们驱逐出境。
1991年，一名法官裁定波兰劳工胜诉，称特朗普集团必须向工人支付工资。承包商最终被勒令向工人支付25.4万美元。此案经过双方多次上诉以及无陪审团审判，并多次被分配给不同的法官。原告、原告律师和两名共同被告在诉讼期间死亡。1998年6月，凯文·达菲法官被指派审理此案，他将本案与查尔斯·狄更斯虚构的《贾迪斯和贾迪斯》一案进行了不利的比较，因为上一任主审法官已去世。该诉讼最终于1999年达成和解，其记录被封存。2017年11月，美国地区法官洛蕾塔·普雷斯卡下令解封和解文件。在和解协议中，特朗普同意支付总计137.5万美元。据原告律师称，此为在审判中可以追回的全部金额。

#### 其他事件

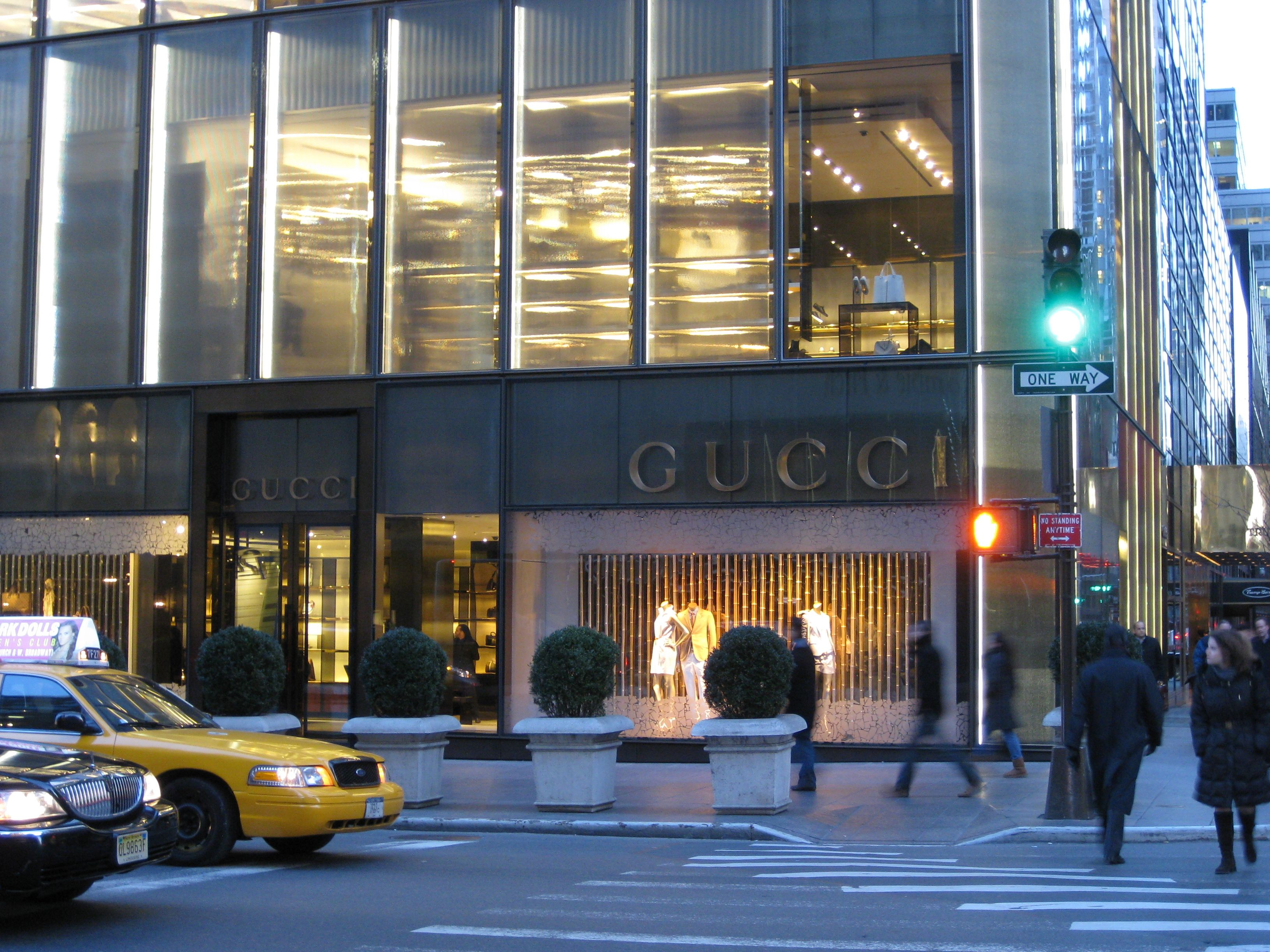
特朗普大厦的古驰门店位于第五大道和56街的东北角

特朗普曾就大厦起诉一名承包商“完全无能”。由于少数族裔权利团体在特朗普大厦工地外抗议，谴责少数族裔建筑工人短缺，工程也曾两次停工。
特朗普还与市长科赫就该大厦是否应获得免税资格的问题产生分歧。1985年，特朗普作为原告之一，在纽约州上诉法院起诉州政府，要求对交易金额达到或超过100万美元的房地产征收10%的州税。据报道，免税额在1500万美元至5000万美元之间。最终，法院以四比一的投票结果维持了对特朗普大厦的征税。
纽约市政府批准特朗普建造该建筑的顶层二十层，条件是将中庭作为市政府管理的私有公共空间运营。大厦大堂内设有两个特朗普商品亭（其中一个取代公共长椅），其运营方式违反了市政法规。市政府于2015年7月发出违规通知，要求将长椅恢复原位。尽管特朗普集团最初表示违规行为毫无根据，但代表特朗普集团的一位律师于2016年1月表示，这些商品亭将在两到四周内拆除，预计法院将作出裁决。
特朗普与有组织犯罪团伙成员有着紧密联系，以供应该建筑的混凝土。据前纽约黑帮老大迈克尔·弗兰泽斯称，“黑帮控制了纽约市所有的混凝土生意”，尽管特朗普“没有和黑帮勾结……但他肯定和我们有交易……他别无选择”。与美国黑手党有联系的工会老大约翰·科迪向特朗普提供混凝土。作为交换，特朗普要给他的情妇一套带游泳池的高层公寓，而这套公寓需要额外的结构加固。记者韦恩·巴雷特于1992年出版的一本书中写道：“特朗普不仅与黑帮控制的混凝土公司做生意：他可能还亲自与安东尼·萨雷诺在臭名昭著的纽约黑手党罗伊·科恩的联排别墅会面……当时纽约的其他开发商正在恳求联邦调查局让他们摆脱黑帮对混凝土业务的控制”。巴雷特在2011年的《每日野兽》文章中质疑特朗普的一些商业交易，并声称混凝土是特朗普涉嫌与黑帮有联系的“数十个”公司之一。特朗普在2014年承认他“别无选择”，只能与“被黑帮控制的混凝土公司老板”合作。

### 特朗普第一总统任期（2017年至2021年）

#### 失实言论
2017年3月，特朗普在Twitter上连发多条推文，声称前总统贝拉克·奥巴马在2016年竞选活动快结束时曾在该塔内窃听电话。奥巴马的发言人驳斥了这些说法。在随后与众议院情报委员会讨论此事的会议上，联邦调查局局长詹姆斯·科米告知委员会称，没有证据表明该塔内有窃听行为。
特朗普还声称自己拥有法国印象派画家皮埃尔-奥古斯特·雷诺阿于1881年创作的画作《两姐妹（露台上）》。原作现悬挂于芝加哥艺术学院。2017年10月，蒂莫西·L·奥布莱恩表示，在为《特朗普国度：成为唐纳德的艺术》（TrumpNation: The Art of Being the Donald）一书采访特朗普时，他向特朗普询问了当时放在他飞机上的《两姐妹》复制品。特朗普反复声称他的复制品才是真迹，尽管奥布莱恩的说法恰恰相反。当时雷诺阿的复制品正悬挂在特朗普的顶层办公室内。芝加哥艺术学院发表声明，驳斥了特朗普关于他的雷诺阿复制品是真迹的说法。

#### 安全相关事件

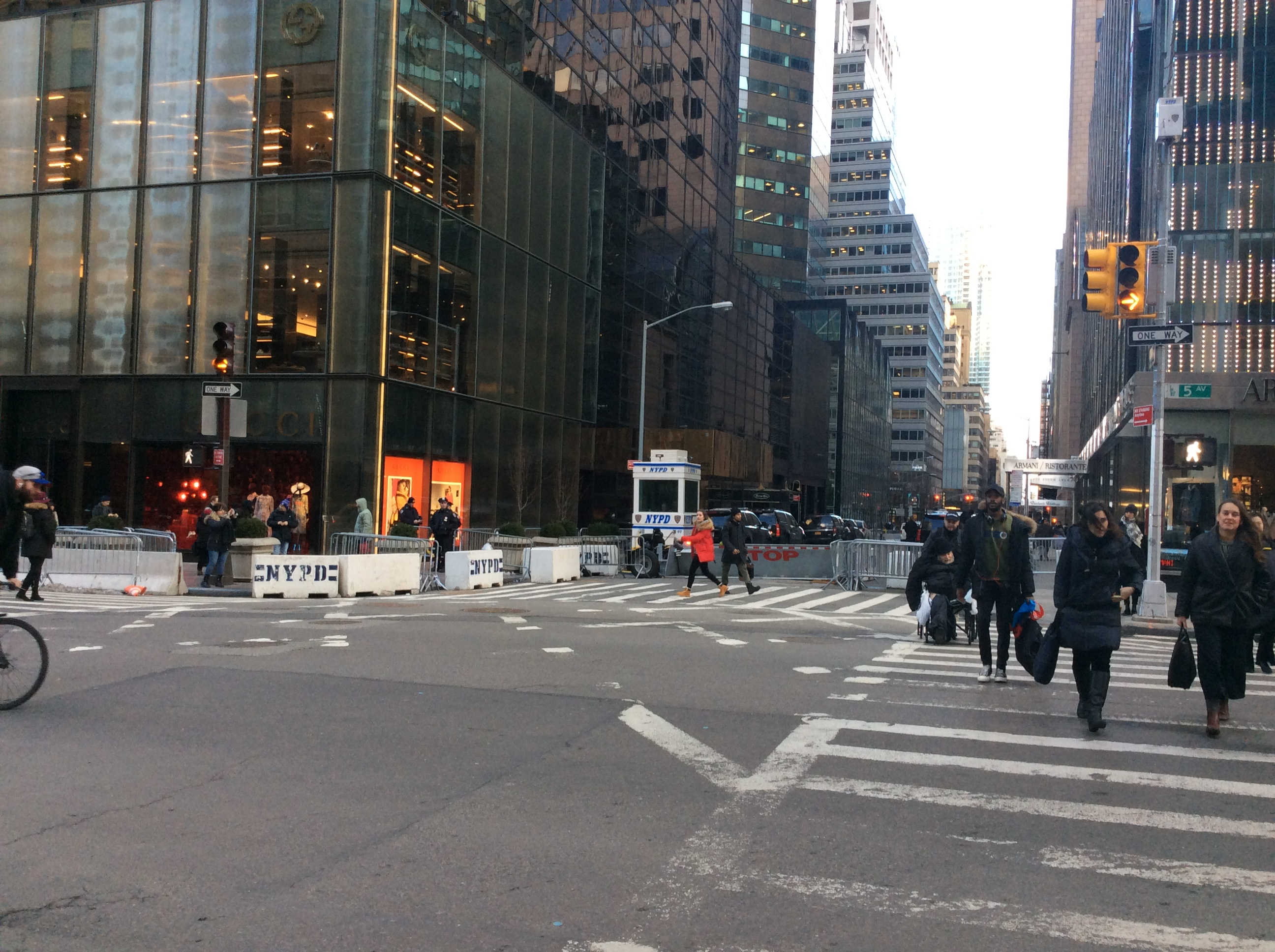
从古驰商店视角望去，可见第56街被围栏封住（2017年2月）

2016年8月9日，一名男子在YouTube上发布的视频疯传，声称自己是一名独立研究员，想与唐纳德·特朗普交谈。次日，一名男子（疑似与YouTube视频中的人是同一人）利用工业吸盘从5楼爬到21楼，但在近三个小时后被逮捕。
2016年11月8日，特朗普当选美国总统后，特朗普大厦的安全问题趋于严重。大选结果公布后，特朗普大厦成为反特朗普抗议活动的集结地，因此需要部署安保措施。第五大道和麦迪逊大道之间的第56街街区完全禁止车辆通行，但街道东段后来重新开放，以允许当地车辆送货。特朗普大厦大堂内古驰和蒂芙尼商店的顾客可以继续前行，其他行人则被引导到街对面。每逢特朗普访问该大厦期间，纽约市环卫局的自卸卡车停在大厦外，以防止汽车炸弹袭击。另外大厦还提供防火措施，并设立了一个敏感隔离信息设施供总统使用。媒体将这座如今戒备森严的建筑称为“北白宫”（White House North），将其与白宫的西厢进行比较。
美国联邦航空管理局宣布在特朗普大厦上空设立禁飞区，有效期至2017年1月20日。纽约市警察局表示，预计将投入3500万美元用于大厦安保，随后修改为2400万美元。由于安保严密，大厦周围的商户客流量减少。尽管2016年大选后安保措施加强，但仍有一些人因大厦安保加强而遭到拘留和逮捕。2016年12月6日，一名女子爬到24层（低于唐纳德·特朗普办公室所在楼层的两层），随后被特勤局人员拦下。一周后，一名巴鲁克学院的学生在特朗普大厦被捕，并被发现携带多件武器。次日，纽约警察局拘留了另一名计划与特朗普会面的男子。据报道该男子非常愤怒，并将一个酒杯扔在大堂的地板上。
2017年1月特朗普就职典礼后，大厦周围的抗议活动逐渐平息，至2017年夏季，大厦周围的安保措施已有放松，仅有特朗普亲自在场时才会实施严密安保措施。然而，由于顾客数量减少，大厦底部的几家商店当时已经关门。2021年1月特朗普总统任期结束后，从第五大道到麦迪逊大道通往第56街的车辆路障被拆除。

#### 其他事件
美国东部时间2018年4月7日下午5时30分，该大厦50层的一间公寓发生四级火灾，造成一名住户死亡，六名消防员受伤。特朗普在Twitter上将火灾损失有限归因于建筑的设计。死者是67岁的艺术品经销商托德·布拉斯纳，他因与安迪·沃霍尔的关系而闻名。由于该建筑建于1999年之前，因此住宅单元并未安装洒水装置。1999年，纽约市通过一项法律，要求住宅单元必须安装洒水装置。特朗普曾游说反对该提案。纽约市消防局随后宣布，火灾是由于电线过热意外引起。2018年4月的火灾是该塔当年早些时候发生过一次小型电气火灾之后发生的，当时造成三人受伤。

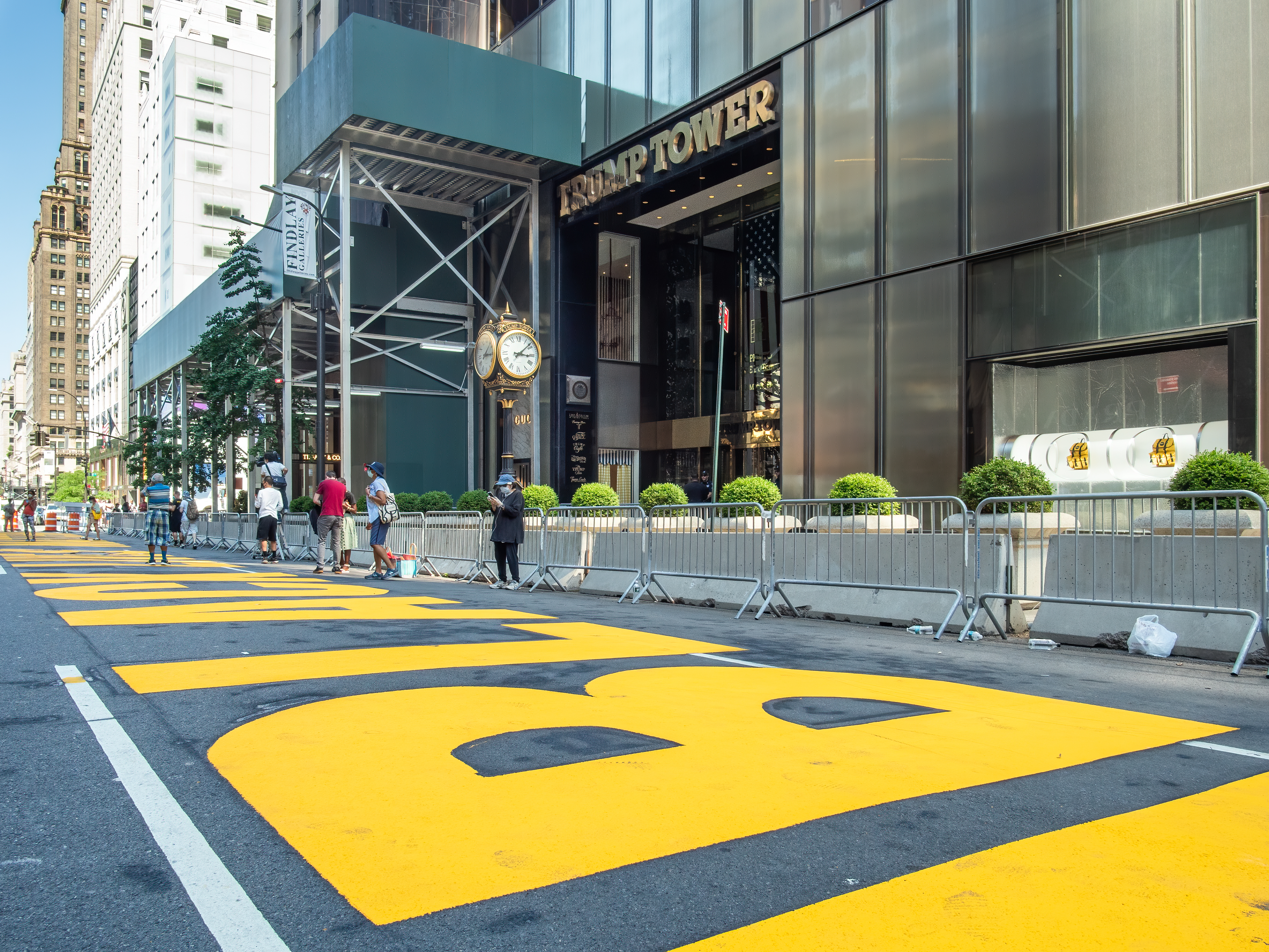
2020年7月，特朗普大厦门前的“Black Lives Matter”字样

2020年7月，包括纽约市市长比尔·德布拉西奥在内的活动人士在第五大道大厦正前方用巨型字母涂写了“Black Lives Matter”字样。该活动是为了回应纽约市的乔治·弗洛伊德抗议活动而宣布，惟特朗普对此次活动表示反对。

## 影响

### 相关评论

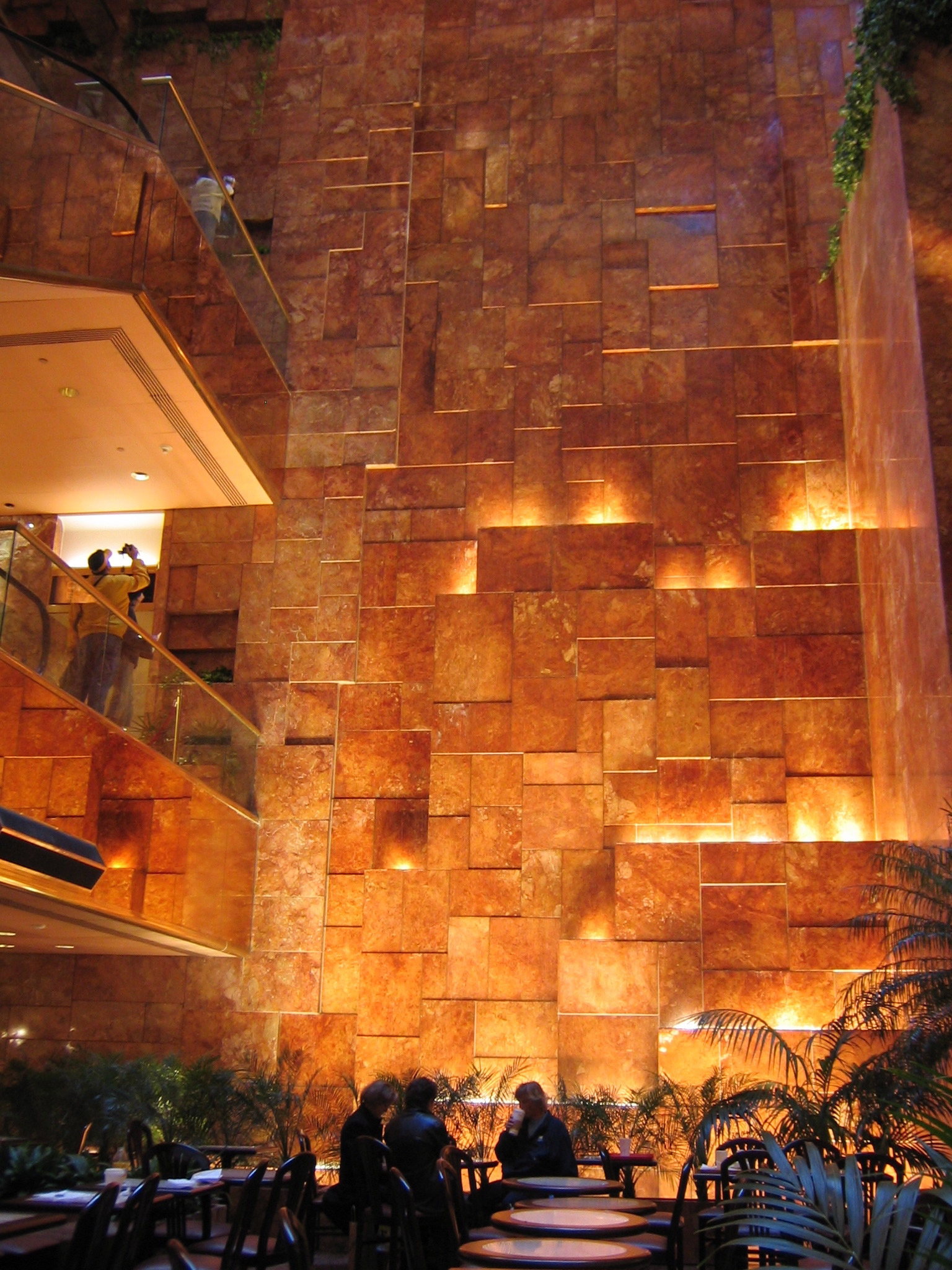
中庭内的瀑布

《纽约时报》建筑评论家保罗·戈德伯格在1982年的一篇评论中，将“反光”的特朗普大厦与附近后现代风格的麦迪逊大道550号大厦进行了对比。在大厦开业前的后续评论中，戈德伯格表示，该大厦“对城市景观的补充远比建筑设计者们预想的要积极得多”。戈德伯格认为，室内中庭可能会成为“纽约几年内建成的最令人愉悦的室内公共空间”，因为大理石和黄铜使其“温暖、奢华，甚至令人兴奋”，尽管它“有点太高太窄”，几乎没有容纳人群的空间。戈德伯格也对大厦“过度活跃”的外观作出批评，将其与隔壁蒂芙尼店“宁静”、坚实的外观进行对比，以及中庭内通道的狭窄，称其“几乎没有空间供人走动或闲逛”。
在1984年的一篇文章中，《纽约时报》撰稿人威廉·E·盖斯特引用1963年至1982年担任《纽约时报》建筑评论家的艾达·路易丝·赫克斯特布尔的话，称这座建筑“美得令人叹为观止”。赫克斯特布尔回应称，该篇评论发表于1979年，内容是关于“建筑拟定的多面形状”，而最终建成的大厦“毫无特色”。她还写道，中庭“令人不适，其狭窄的垂直空间比例尴尬”，堪称“粉红色大理石漩涡”，并要求特朗普将从墙上移除此句引言。盖斯特称这座大厦是“炫耀性消费的世外桃源”，并形容它“奢华得荒谬”、“浮夸，甚至矫揉造作”。建筑师格雷戈里·斯坦福形容中庭“相当糟糕”。
2010年出版的第五版《美国建筑师协会纽约市指南》将特朗普大厦描述为隐藏在“折叠玻璃”之下的“富裕购物者的梦幻乐园”，整座建筑以特朗普主题所贯穿。作者将大厦的室内设计与酒精饮料品牌进行比较，认为其设计与其说像高端的“凯歌香槟”，不如说更像普通的“麦芽酒”。福多尔出版社的《2010年纽约市》指南将特朗普大厦“华丽的中庭”描述为20世纪80年代“肆无忌惮的奢华”的典范，其特点是“到处都是昂贵的精品店和华而不实的黄铜装饰”。大厦的公共中庭以及几个街区外的花旗集团中心的公共中庭被描述为一个便利的公共区域。
弗罗默旅行指南称该大厦是一个“大胆而华丽的地方”。与此同时，《异域风情》2016年版提到特朗普大厦“值得一游，一睹1980年代曼哈顿的富丽堂皇”，同时指出看过《学徒》的观众能认出大厦内的中庭和瀑布。

### 流行文化
特朗普大厦曾是克里斯托弗·诺兰执导的电影《蝙蝠侠：黑暗骑士崛起》中韦恩企业的拍摄地。2012年，特朗普在特朗普集团YouTube频道的一条Vlog中，称赞该片“非常棒”，并表示“最重要的是，我拥有的建筑特朗普大厦在其中扮演了重要的角色”。其他电影也曾将特朗普大厦用作拍摄地。例如，在2010年的喜剧电影《B咖戰警》的汽车追逐戏份中，塞缪尔·杰克逊饰演的角色驾车撞上特朗普大厦。特朗普大厦的顶层公寓曾被用作2015年动作片《換命法則》的拍摄地。
杰弗里·罗宾逊所著的爱情小说《特朗普大厦》，记叙了居住在大厦中的虚构人物的性行为。新闻媒体在2016年总统竞选的最后一周报道了该部小说的存在。该小说虽已持有国际标准书号，但从未正式出版。由于未知的原因，该小说的某些版本宣传作者是特朗普。
特朗普大厦出现在1997年电子游戏《侠盗猎车手》的封面上，并在2008年的续集《侠盗猎车手IV》及其资料片《失落與詛咒》和《酷男之歌》中以克利索普斯大厦的形式出现。

### 引用文献
- Hart, M.T. . Fodor's. 2009  [2017-10-20]. ISBN 978-1-4000-0837-7.
- Miller, Kristine F. . U of Minnesota Press. 2007. ISBN 9781452913292.
- Rubin, Sy; Mandell, Jonathan.  1st. Lyle Stuart. 1984. ISBN 978-0-8184-0354-5.
- Stern, Robert A. M.; Fishman, David; Tilove, Jacob. . New York: Monacelli Press. 2006. ISBN 978-1-58093-177-9. OCLC 70267065. OL 22741487M.
- Tuccille, Jerome. . Beard Books. 1985  [2018-01-02]. ISBN 978-1-58798-223-1.